# Châtenois-les-Forges
Châtenois-les-Forges (tidigare Kestenholz på tyska) är en kommun i departementet Territoire de Belfort i regionen Bourgogne-Franche-Comté i östra Frankrike. Kommunen ligger i kantonen Châtenois-les-Forges som tillhör arrondissementet Belfort. År 2022 hade Châtenois-les-Forges 2 637 invånare.

## Befolkningsutveckling
Antalet invånare i kommunen Châtenois-les-Forges
| Referens: INSEE |